# 兒玉遥
兒玉 遥（こだま はるか、1996年〈平成8年〉9月19日 - ）は、日本の女優、グラビアアイドル、YouTuberであり、女性アイドルグループHKT48の元メンバーおよびAKB48の元兼任メンバー。
福岡県出身（宮崎県都城市生まれ）。エイベックス・アスナロ・カンパニー所属。

## 来歴
2011年
- 7月10日、HKT48の1期生オーディションに合格[5]。
- 10月23日、西武ドームで開催された『「フライングゲット」発売記念全国握手会イベント「AKB48祭り powerd by AKB48 ネ申テレビ」』で、他のHKT48メンバーと一緒にお披露目された[6]。
- 11月26日、HKT48劇場杮落とし公演で劇場デビューした[7]。デビュー時からHKT48の公演では、いわゆるセンターポジションを務めている[8]。

2012年
- 2月15日、AKB48のシングル「GIVE ME FIVE!」のカップリング曲「NEW SHIP」に、HKT48メンバーとして初めて参加[要出典]。
- 2月26日、HKT48として初めて、「誰かのために」プロジェクトの一環として、AKB48メンバー6名とともに宮城県塩竈市を訪問した[9]。
- 3月4日、チームHが結成された際、正規メンバー16名の1人に選ばれた[8]。
- 5月23日発売のAKB48 26thシングル「真夏のSounds good !」の選抜メンバーにHKT48メンバーとして初めて選ばれる[10]。

2013年
- 4月28日、『AKB48グループ臨時総会 〜白黒つけようじゃないか!〜』最終日の夜公演で、AKB48チームAとの兼任が発表され[11]、同日付をもって兼任が開始された[12]。
- 5月から6月にかけて実施された『AKB48 32ndシングル選抜総選挙』では37位で、ネクストガールズに選出された[13]。
- 6月19日、東京・秋葉原のAKB48劇場にて行われたAKB48チームA公演に初出演[14]。

2014年
- 2月24日、Zepp DiverCityで開催された「AKB48グループ大組閣祭り」で、AKB48チームKとの兼任に変更となることが発表される[15]。
- 4月24日、AKB48チームKとして活動開始[要出典]。
- 5月から6月にかけて実施された『AKB48 37thシングル選抜総選挙』では21位で、アンダーガールズに選出された[16]。
- 6月17日深夜に放送された『お願い!ランキング』（テレビ朝日）で、自身初となるテレビ番組へのソロ出演を果たし[17]、同番組の企画「開脚女王No.1決定戦」にて初代開脚力女王となる[18]。
- 9月4日発売のHKT48の4作目シングル盤『控えめI love you !』では、センターポジションに起用された[19]。

2015年
- 5月から6月にかけて実施された『AKB48 41stシングル選抜総選挙』では17位で、アンダーガールズに選出された[20][21]。

2016年
- 5月から6月にかけて実施された『AKB48 45thシングル選抜総選挙』では9位で、選抜総選挙では初めて選抜メンバーに選ばれた[22]。
- 7月27日、ファースト写真集『ロックオン』を発売[23]。
- 12月31日、第67回NHK紅白歌合戦の番組企画として行われた「AKB48 夢の紅白選抜」では29位にランクインした[24]。

2017年
- 2月中旬から体調不良により活動を休止[25]。のちにうつ病であったことを告白した[26]。
- 4月14日にNHKホールで開催された『HKT48 春の関東ツアー2017 〜本気のアイドルを見せてやる〜』最終公演においてステージ復帰となったが[25]、選抜総選挙への出馬を見送るなど、一部活動の制限は続けられた[27]。
- 12月8日、AKB48劇場12周年記念公演の席上にて他のメンバーとともにAKB48との兼任解消方針が発表される[28]。
- 12月27日、体調不良のため休養することが発表された[27][注釈 1]。

2018年
- 4月1日をもってAKB48チームKとの兼任を終了した。

2019年
- 6月4日、同月9日をもってHKT48を卒業し、翌10日からはエイベックス傘下のエイベックス・アスナロ・カンパニーへ移籍して、女優を中心に活動を再開することが明らかにされた[29][30]。
- 9月、舞台『私に会いに来て』（新国立劇場など）に出演[29][31]。

2020年
- 3月、舞台『窮鼠・熱海殺人事件』（紀伊国屋ホールなど）に、水野朋子役で出演[32]。

2022年
- 3月、自分自身のYouTubeチャンネル「こだまちゃんねる」を開設した[33][1]。
- 11月25日、卒業後初で6年ぶりとなるセカンド写真集『Stay 25』を発売[34]。

2024年
- NHK連続テレビ小説「おむすび」の「福岡・糸島編」にて、警察官・川合紗香役で朝ドラに初出演[35]。

## 人物
- 芸能界に加入するまでダンスや歌の経験はなく、中学校時代はバスケットボール部に所属していた[36]。
- 2015年3月3日に高等学校普通科課程を修了し卒業[37]。仕事の影響で中学校、高等学校の卒業式にいずれも出席できなかった[38]。
- 実生活では、兒玉家の長女であり、弟が2人いることを明かしている[39]。
- 将来の夢はマルチタレント[38]。
- 特技は額で卵を割る[40]、ウサギの顔まね[41]。
- サザンオールスターズ及び桑田佳祐のソロ作品のファンである[42][43]。
- 強度の近視で、普段はコンタクトレンズを装着しているが、目の色素が薄く裸眼が茶色なため、光を見るのが苦手で、またその色のため実際していないにもかかわらずカラーコンタクトレンズを装着しているように見られるとのこと[44]。
- 滑舌が悪いことで知られ、特に「さ」行が苦手だという。
- 2024年7月8日、自身のYouTubeチャンネルにて過去の美容整形をカミングアウト[45]。アイドル時代より総額1000万円以上をかけていると告白した[46]。

### HKT48
- キャッチフレーズは「今日の気分は、ハッピー、ハッピー、はるるっぴ〜! 毎日ハッピー、博多の妖精、はるっぴこと兒玉遥です」である[要出典]。AKB48チームAでのキャッチフレーズは、自身のデビュー公演直前に高橋みなみが考案した 「博多から、スキ スキ スキ スキ スキップ♪ はるっぴこと兒玉遥です」[要出典]。
- ニックネームは、キャッチフレーズにもある「はるっぴ」だが、劇場デビュー前の一時期、ニックネームを「はるるん」としていた[47]。
- 自身のファンのことを『メロっぴ』と呼んでいるが、これは小林茉里奈がAKB48在籍時代に兒玉のことを『めろんじゅーすちゃん』や『めろっぴ（メロンジュースとはるっぴを組み合わせた造語）』というニックネームをつけて呼んでいたことに由来する[48]。ニックネームとしては受け入れられなかったが[49]、ファンが気に入ってしまったことから「はるっぴにメロメロな人」という意味で自身を応援してくれるファンのことを『メロっぴ』と呼ぶようになった[50]。
- 憧れの存在は、NMB48のメンバーであった山本彩であることを明かしている。
- 「NEW SHIP」のPV撮影の際、以前「手をつなぎながら」公演で同じポジションを務めたSKE48・松井珠理奈に、直々に振りを教えてもらったという。そのため、同年齢ではあるが「永遠の目標の人」として松井の名を挙げている[51]。
- 上記の滑舌に対して、グループ内で以下の逸話がある。
  - 「舌が運動音痴みたい」「特に、朝はメンバーからもスタッフさんからも『何言ってんの?』って聞き返されちゃう」と[52]、本人も当初かなり気にしていた。AKB48 32ndシングル選抜総選挙では、「先輩方をちゅぶし（＝つぶし）にいくくらいの気持ちで」と壇上でコメントし、新聞や雑誌の見出しに使われるなど注目を集めた[53]。その後自らのアピールポイントにしており、指原莉乃のことを「しゃっしー」と呼んだり[54]、AKB48 37thシングル選抜総選挙において、HKT48メンバーが数多くランクインしたことを評し「HKT旋風」と発言したつもりが「HKTシャンプー」に聞こえてしまった件を逆手に取り「HKT48グッズで『HKT48シャンプー』作っちゃいましょう!」と提案するなどしていた[55]。HKT48内で「滑舌同盟」なるものを掲げ、兒玉と同様に滑舌が悪い朝長美桜を引き入れた[56][57]。
  - 2017年のAKB48グループ合同成人式では、恒例となっている「今年は何世代か」という記者の質問に「花しゃか世代（花咲か世代）です」と回答し、周りのメンバーに「え?」と聞き直されていた[58]。
  - また、朝長の他に森保まどか・市川美織（NMB48）・込山榛香（AKB48）・阿比留李帆（SKE48）・北原里英（AKB48）と兒玉本人の計7人からなる、48グループ全体を対象にした非公式ユニット「噛み7」を選定していた[59]。のちに石田優美（NMB48研究生）を追加して「滑舌選抜」に名称を変更した[60]。
- HKT48在籍中は中心メンバーとして活動した裏で8年間で36冊の反省ノートを作るほど過剰に反省して、自分を追い込む日々を送り、「みんなと群れないほうが楽」という気持ちから自ら孤立する道を選んだ、とのちに述べている[61]。

## 参加曲

### シングル
HKT48名義
- スキ!スキ!スキップ!（2013年3月20日） - EAN 4988005747150。
- お願いヴァレンティヌ（2013年3月20日） - EAN 4988005747150。
- 今がイチバン（2013年3月20日）うまくち姫名義 - EAN 4988005747167。
- 制服のバンビ（2013年3月20日） - EAN 4988005747174。
- メロンジュース（2013年9月4日） - EAN 4988005779595。
- そこで何を考えるか?（2013年9月4日） - EAN 4988005779595。
- 泥のメトロノーム（2013年9月4日）うまくち姫名義 - EAN 4988005779601。
- 波音のオルゴール（2013年9月4日） - EAN 4988005779618。
- 桜、みんなで食べた（2014年3月12日） - EAN 4988005814586。
- 君はどうして?（2014年3月12日） - EAN 4988005814586。
- 既読スルー（2014年3月12日）Team H名義 - EAN 4988005814586。
- 君のことが好きやけん（2014年3月12日） - EAN 4988005814616。
- 控えめI love you !（2014年9月24日） - EAN 4988005837837。
- 今 君を想う（2014年9月24日） - EAN 4988005837837。
- アイドルの王者（2014年9月24日）Team H名義 - EAN 4988005837837。
- 12秒（2015年4月22日） - EAN 4988005877222。
- ロックだよ、人生は…（2015年4月22日） - EAN 4988005877222。
- カメレオン女子高生（2015年4月22日）Team H名義 - EAN 4988005877239。
- しぇからしか!（2015年11月25日）HKT48 feat.氣志團名義 - EAN 4988031129203。
- 黄昏のタンデム（2015年11月25日） - EAN 4988031129203。
- Buddy（2015年11月25日）Team H名義 - EAN 4988031129203。
- 74億分の1の君へ（2016年4月13日） - EAN 4988031148914。
- Chain of love（2016年4月13日） - EAN 4988031148914。
- タブーの色（2016年4月13日）サクラハルカ名義 - EAN 4988031148914。
- 最高かよ（2016年9月7日） - EAN 4988031177365。
- 夢ひとつ（2016年9月7日）穴井千尋と仲間たち名義 - EAN 4988031177365。
- 夜空の月を飲み込もう（2016年9月7日）HKT48 Team H名義 - EAN 4988031177372。
- バグっていいじゃん（2017年2月15日） - EAN 4988031207314。
- 必然的恋人（2017年2月15日） - EAN 4988031207314。
- HKT48ファミリー（2017年2月15日） - EAN 4988031207406。
- キスは待つしかないのでしょうか?（2017年8月2日） - EAN 4988031235386。
- 恋するRibbon!（2017年8月2日）村重選抜名義 - EAN 4988031235409。

AKB48名義
- NEW SHIP（2012年2月15日）スペシャルガールズA名義 - EAN 4988003417369。
- 真夏のSounds good !（2012年5月23日） - EAN 4988003422639。
- あの日の風鈴（2012年8月29日）ウェイティングガールズ名義 - EAN 4988003426774。
- 次のSeason（2012年10月31日）アンダーガールズ名義 - EAN 4988003428815。
- 初恋バタフライ（2012年12月5日）HKT48名義 - EAN 4988003429744。
- Waiting room（2013年2月20日）アンダーガールズ名義 - EAN 4988003432188。
- さよならクロール（2013年5月22日） - EAN 4988003437787。
- 今度こそエクスタシー（2013年8月21日） ネクストガールズ名義 - EAN 4988003441579。
- 快速と動体視力（2013年10月30日）アンダーガールズ名義 - EAN 4988003443726。
- キスまでカウントダウン（2013年10月30日）Team A名義 - EAN 4988003443726。
- Mosh & Dive（2013年12月11日） - EAN 4988003445171。
- ウインクは3回（2013年12月11日）HKT48名義 - EAN 4988003445201。
- 昨日よりもっと好き（2014年2月26日）Smiling Lions名義 - EAN 4988003450120。
- ラブラドール・レトリバー（2014年5月21日） - EAN 4988003453015。
- 愛しきライバル（2014年5月21日） Team K名義 - EAN 4988003453022。
- 誰かが投げたボール（2014年8月27日）アンダーガールズ名義 - EAN 4988003454463。
- 希望的リフレイン（2014年11月26日） - EAN 4988003460815。
- 初めてのドライブ（2014年11月26日）Team K名義 - EAN 4988003460822。
- 大人列車（2015年3月4日）HKT48名義 - EAN 4988003465988。
- 僕たちは戦わない（2015年5月20日） - EAN 4988003467869。
- Summer side（2015年5月20日）セレクション16名義 - EAN 4988003467869。
- さよならサーフボード（2015年8月26日）アンダーガールズ名義 - EAN 4988003473051。
- 365日の紙飛行機（2015年12月9日） - EAN 4988003479060。
- 君を君を君を…（2015年12月9日）次世代選抜名義 - EAN 4988003479060。
- お姉さんの独り言（2015年12月9日）Team K名義 - EAN 4988003479077。
- Make noise（2016年3月9日）HKT48名義 - EAN 4988003484637。
- 翼はいらない（2016年6月1日） - EAN 4988003487874。
- 哀愁のトランペッター（2016年6月1日）Team K名義 - EAN 4988003487898。
- LOVE TRIP（2016年8月31日） - EAN 4988003491451。
- しあわせを分けなさい（2016年8月31日） - EAN 4988003491451。
- 光と影の日々（2016年8月31日） - EAN 4988003491451。
- ハイテンション（2016年11月16日） - EAN 4988003495183。
- シュートサイン（2017年3月15日） - EAN 4988003500665。
- 止まらない観覧車（2017年3月15日）HKT48名義 - EAN 4988003500689。
- 願いごとの持ち腐れ（2017年5月31日） - EAN 4988003504465。
- 11月のアンクレット（2017年11月22日）

指原莉乃 with アンリレ名義
- 意気地なしマスカレード（2012年10月17日）Type-C収録 同曲の博多弁ver.の博多弁訳詞を担当 - EAN 498064485512。

### アルバム
HKT48名義
- 092（2017年12月27日）
  - 人差し指の銃弾（2017年12月27日）
  - 2018年の橋（2017年12月27日）

AKB48名義
- 1830m（2012年8月15日）
  - いつか見た海の底（2012年8月15日）Up-and-coming girls名義 - EAN 4988003426767。
  - 青空よ 寂しくないか?（2012年8月15日） - EAN 4988003426767。
- 次の足跡（2014年1月22日）
  - 10クローネとパン（2014年1月22日） - EAN 4988003447984。
  - 確信がもてるもの（2014年1月22日）Team A名義 - EAN 4988003447984。
- ここがロドスだ、ここで跳べ!（2015年1月21日）
  - Conveyor（2015年1月21日）横山Team K名義 - EAN 4988003463205。
  - ここがロドスだ、ここで跳べ!（2015年1月21日） - EAN 4988003463205。
- 0と1の間（2015年11月18日）
  - 愛の使者（2015年11月18日）Team K名義 - EAN 4988003478308。
  - ロザリオ（2015年11月18日） - EAN 4988003478285。
- サムネイル（2017年1月25日）
  - 青くさいロック（2017年1月25日） - EAN 4988003499815。

### 劇場公演ユニット曲
HKT48名義
 チームH 1st Stage「手をつなぎながら」
- Glory days

チームH 「博多レジェンド」公演
- ガラスのI LOVE YOU
- 制服のバンビ
- てもでもの涙（松岡菜摘のユニットアンダー）

ひまわり組「パジャマドライブ」公演
- 純情主義

 チームH 2nd Stage「青春ガールズ」
- Blue rose
- ふしだらな夏

 チームH 3rd Stage「最終ベルが鳴る」
- ごめんね ジュエル

チームH 4th Stage「シアターの女神」
- 夜風の仕業

AKB48名義
篠田チームA ウェイティング公演
- スカート、ひらり（チームA 1st Stage「PARTYが始まるよ」、岩田華怜のアンダー）
- ガラスのI LOVE YOU（チームA 2nd Stage「会いたかった」、岩田華怜のアンダー）

横山チームA ウェイティング公演
- キャンディー （チームB 5th Stage「シアターの女神」公演）

チームK 7th Stage「RESET」
- 奇跡は間に合わない

チームK 8th Stage「最終ベルが鳴る」
- おしべとめしべと夜の蝶々

## 出演

### テレビドラマ
- 福岡恋愛白書7〜2つのLove Story〜 第2話「初恋の詩」（2012年3月24日、九州朝日放送） - 堀内遥 役
- ツナガール!〜明日にエール〜（2013年2月2日、福岡放送） - のぞみ 役[62]
- マジすか学園0 木更津乱闘編（2015年11月29日、日本テレビ） - カツゼツ 役[63]
- AKBホラーナイト アドレナリンの夜 第17話「ルームシェア」（2015年12月3日、テレビ朝日） - 主演・彩織 役[64]
- AKBラブナイト 恋工場 第7話「心中」（2016年5月11日、テレビ朝日） - 主演・夏希 役[65]
- キャバすか学園（2016年10月30日 - 2017年1月15日、日本テレビ） - タイ / カツゼツ 役[66][67]
- 豆腐プロレス（2017年1月22日 - 3月5日、テレビ朝日） - 兒玉遥 / エメラルドHARUKA 役[68][69][70]
- トピックメーカー「OBLIQUE」（2020年8月17日 - 11月16日、千葉テレビ） - 主演・曙爽子 役[71]
- スイートリベンジ 第3話 - 第4話（2021年9月14日 - 21日、フジテレビ） - 舞 役[72]
- それでも結婚したいと、ヤツらが言った。 最終話（2023年2月23日、テレビ東京） - 松本愛子 役[73]
- 何かおかしい 2 第2話 - 最終話（2023年4月12日 - 6月21日[注釈 2]、テレビ東京） - AD田島 役[74][75]
- ドラマNEXT「推しが上司になりまして」第12話・最終回（2023年12月20日、テレビ東京） - 原田静華 役[76]
- チェイサーゲーム W パワハラ上司は私の元カノ 第3話（2024年1月22日、テレビ東京）- 三木塔子 役[77]
- 連続テレビ小説「おむすび」 第3話 - （2024年10月2日 - 、NHK） - 川合紗香 役[78][79]

### 映画
- 9つの窓「Dark Lake」（2016年2月6日、キャンター） - 主演・水元真琴 役[80][81]
- 大阪闇金（2021年4月10日、ライツキューブ） - 深田清子 役[82]
- 徒桜（2021年10月29日、SAB-on） - 主演・小野寺真里 役（中尾拳也とW主演）[83]
- 灰色の壁 -大宮ノトーリアス-（2022年2月25日、アルバトロス・フィルム） - キャバ嬢 役[84]
- ウラギリ（2022年8月5日、エムエフピクチャーズ） - 高田かおり 役[85]
- 空のない世界から（2022年10月21日、ライツキューブ） - 主演・藤井麻衣香 役[86]
- 僕らはみーんな生きている（2022年12月16日、株式会社yucca） - 吉野美姫 役[87][88]
- シモキタブレイザー（2024年2月16日、アルバトロス・フィルム）[89][90]
- 岡本万太（2024年） - 佐藤 役[91]
- そこにきみはいて（2025年11月28日公開予定、日活）[92]

### 舞台
- HKT48指原莉乃座長公演 第1部「博多少女歌舞伎『博多の阿国の狸御殿』」（2015年4月8日 - 23日、明治座 / 8月15日 - 31日、博多座） - お菊 役[93][94]
- 私に会いに来て（2019年9月13日 - 16日、新国立劇場 小劇場 / 9月19日 - 20日、サンケイホールブリーゼ） - パク・ヨンオク 役[29][95]
- 改竄・熱海殺人事件 モンテカルロ・イリュージョン[96]（2020年3月12日 - 30日、紀伊國屋ホール  / 4月11日 - 12日、イムズホール / 2021年6月24日 - 27日、紀伊國屋ホール ※公演中止[97]） - 水野朋子 役[98][99]
- 劇団4ドル50セント × 劇団時間制作 オンラインコラボ公演「大人になる、には」（2020年8月5日 - 21日、配信上演：OPENREC.tv）[100]
- フラガール - dance for smile -（2022年5月14日 - 23日、新国立劇場 中劇場） - 飯田和美 役[101]
- 大阪松竹座開場100周年記念「夜曲〜ノクターン〜」（2023年6月6日 - 22日、大阪松竹座）- サヨ 役[102]

### ラジオ
- HKT48のももち浜女学院（2012年4月7日 - 2019年6月11日、RKBラジオ）- メインパーソナリティ[注釈 3][103]
- よゐこ有野のノーギャラジオ（2022年12月4日、MBSラジオ）[104]

### 配信ドラマ
- マジすか学園5（2015年9月9日 - 10月27日、Hulu）[注釈 4] - カツゼツ 役[106]
- スイートリベンジ 第3話・第4話（2021年3月22日 - 29日、FOD） - 舞 役[72]
- 対ありでした。 〜お嬢様は格闘ゲームなんてしない〜（2023年5月19日 - 7月7日、Lemino） - 魔ヶ森さたん 役[107]

### CM・広告
- ロッテ クレイジーガム放送局「妄想ガムデート」篇（2014年5月15日 - ）[108]
- 日本放送協会「NHKネットラジオ らじる★らじる 配信地域拡大!」（2016年9月1日 - ）[109]

### イベント
- SAPPORO COLLECTION 2022 AUTUMN／WINTER（2022年10月29日、北海道立総合体育センター）[110]

## 書籍

### 一般書
- 『1割の不死蝶 うつを卒業した元アイドルの730日』（2025年9月19日、KADOKAWA）ISBN 9784041158302[111]

### 写真集
- 『ロックオン』（2016年7月27日、ワニブックス、撮影：TAKEO DEC.）ISBN 978-4-8470-4854-8[23]
- 『Stay 25』（2022年11月25日、ワニブックス、撮影：LUCKMAN）ISBN 978-4-8470-8457-7[34] [112]

### デジタル写真集
- 2022年08月01日、『はるっぴと兒玉遥。』週プレ PHOTO BOOK（集英社、撮影：丸谷嘉長）[113]

- 2023年07月14日、『Stay 25 - Another Edition -』ワニブックス デジタル写真集（ワニブックス、撮影：LUCKMAN）[114]

- 2024年10月01日、『太陽のkiss』 FLASHデジタル写真集（光文社）[115]

- 2024年10月01日、『純白を抱いて』 FLASHデジタル写真集（光文社）[116]

- 2024年10月21日、『O！SHIRI』 週プレ PHOTO BOOK（集英社、撮影：桑島智輝）[117]

- 2024年11月01日、『はるっぴ、愛され美ボディ。』 週刊ポスト デジタル写真集（小学館、撮影：東京祐）[118]

- 2025年01月20日、『スイートルームで艶めいて』 週刊現代 デジタル写真集（講談社、撮影：LUCKMAN）[119]